# Coppa del Mondo juniores di slittino 2012
La Coppa del Mondo juniores di slittino 2011/12, diciannovesima edizione della manifestazione organizzata dalla Federazione Internazionale Slittino, è iniziata il 19 novembre 2011 a Park City, negli Stati Uniti, e si è conclusa il 4 febbraio 2012 a Oberhof, in Germania. Si sono disputate diciannove gare: sei nel singolo uomini, nel singolo donne e nel doppio e una gara a squadre in cinque differenti località. Le tappe di Winterberg e Park City hanno assegnato rispettivamente anche il titolo europeo e quello pacifico-americano di categoria.
L'appuntamento clou della stagione sono stati i campionati mondiali juniores 2012 disputatisi sulla pista bavarese di Schönau am Königssee, in Germania, competizione non valida ai fini della Coppa del Mondo.

## Risultati

### Singolo uomini
| Data             | Località   | Nazione     | Primo classificato          | Secondo classificato        | Terzo classificato          |
| ---------------- | ---------- | ----------- | --------------------------- | --------------------------- | --------------------------- |
| 20 novembre 2011 | Park City  | Stati Uniti | Chris Eißler Germania       | Emanuel Rieder Italia       | Florian Berkes Germania     |
| 23 novembre 2011 | Park City  | Stati Uniti | Chris Eißler Germania       | Emanuel Rieder Italia       | Georg Reumschüssel Germania |
| 2 dicembre 2011  | Calgary    | Canada      | Florian Berkes Germania     | Emanuel Rieder Italia       | Chris Eißler Germania       |
| 11 dicembre 2011 | Igls       | Austria     | Aleksandr Peretjagin Russia | Chris Eißler Germania       | Vladimir Pitilimov Russia   |
| 27 gennaio 2012  | Winterberg | Germania    | Kevin Fischnaller Italia    | Toni Gräfe Germania         | Vladimir Pitilimov Russia   |
| 4 febbraio 2012  | Oberhof    | Germania    | Emanuel Rieder Italia       | Georg Reumschüssel Germania | Florian Berkes Germania     |

### Singolo donne
| Data             | Località   | Nazione     | Prima classificata          | Seconda classificata      | Terza classificata        |
| ---------------- | ---------- | ----------- | --------------------------- | ------------------------- | ------------------------- |
| 20 novembre 2011 | Park City  | Stati Uniti | Emily Sweeney Stati Uniti   | Kate Hansen Stati Uniti   | Katrin Rudolph Germania   |
| 23 novembre 2011 | Park City  | Stati Uniti | Emily Sweeney Stati Uniti   | Kate Hansen Stati Uniti   | Aileen Frisch Germania    |
| 1º dicembre 2011 | Calgary    | Canada      | Aileen Frisch Germania      | Katrin Rudolph Germania   | Kate Hansen Stati Uniti   |
| 10 dicembre 2011 | Igls       | Austria     | Aileen Frisch Germania      | Julia Taubitz Germania    | Miriam Kastlunger Austria |
| 27 gennaio 2012  | Winterberg | Germania    | Aileen Frisch Germania      | Katrin Rudolph Germania   | Emily Sweeney Stati Uniti |
| 4 febbraio 2012  | Oberhof    | Germania    | Nathalie Burkhardt Germania | Emily Sweeney Stati Uniti | Katrin Rudolph Germania   |

### Doppio
| Data             | Località   | Nazione     | Primi classificati                   | Secondi classificati                   | Terzi classificati                       |
| ---------------- | ---------- | ----------- | ------------------------------------ | -------------------------------------- | ---------------------------------------- |
| 19 novembre 2011 | Park City  | Stati Uniti | Jacob Hyrns Andrew Sherk Stati Uniti | Robin Geueke David Gamm Germania       | Andrej Bogdanov Andrej Medvedev Russia   |
| 22 novembre 2011 | Park City  | Stati Uniti | Jacob Hyrns Andrew Sherk Stati Uniti | Robin Geueke David Gamm Germania       | Nico Grüssner Toni Förtsch Germania      |
| 1º dicembre 2011 | Calgary    | Canada      | Robin Geueke David Gamm Germania     | Andrej Bogdanov Andrej Medvedev Russia | Jacob Hyrns Andrew Sherk Stati Uniti     |
| 10 dicembre 2011 | Igls       | Austria     | Robin Geueke David Gamm Germania     | Nico Grüssner Toni Förtsch Germania    | Florian Gruber Simon Kainzwaldner Italia |
| 27 gennaio 2012  | Winterberg | Germania    | Tim Brendel Florian Funk Germania    | Jurij Kalinin Sergej Beljaev Russia    | Marián Zemaník Jozef Petrulák Slovacchia |
| 3 febbraio 2012  | Oberhof    | Germania    | Tim Brendel Florian Funk Germania    | Andrej Bogdanov Andrej Medvedev Russia | Robin Geueke David Gamm Germania         |

### Gara a squadre
| Data            | Località   | Nazione  | Prima classificata                                           | Seconda classificata                                                        | Terza classificata                                                      |
| --------------- | ---------- | -------- | ------------------------------------------------------------ | --------------------------------------------------------------------------- | ----------------------------------------------------------------------- |
| 28 gennaio 2012 | Winterberg | Germania | Germania Aileen Frisch Toni Gräfe Tim Brendel / Florian Funk | Russia Ekaterina Baturina Vladimir Pitilimov Jurij Kalinin / Sergej Beljaev | Stati Uniti Emily Sweeney Tucker West Tyler Andersen / Anthony Espinoza |

## Classifiche

### Singolo uomini
| Pos. | Nome                 | Nazione  | PKC-1 | PKC-2 | CAL | IGL | WIN | OBE | Totale |
| ---- | -------------------- | -------- | ----- | ----- | --- | --- | --- | --- | ------ |
| 1    | Chris Eißler         | Germania | 1     | 1     | 3   | 2   | 4   | 4   | 475    |
| 2    | Emanuel Rieder       | Italia   | 2     | 2     | 2   | 4   | 10  | 1   | 451    |
| 3    | Georg Reumschüssel   | Germania | 5     | 3     | 5   | 7   | 5   | 2   | 377    |
| 4    | Vladimir Pitilimov   | Russia   | 4     | 4     | 6   | 3   | 3   | 6   | 360    |
| 5    | Aleksandr Peretjagin | Russia   | 6     | 5     | 4   | 1   | 8   | 7   | 353    |
| 6    | Florian Berkes       | Germania | 3     | 6     | 1   | DSQ | 6   | 3   | 340    |
| 7    | Armin Frauscher      | Austria  | 7     | 9     | 11  | 10  | 18  | 17  | 202    |
| 8    | Toni Gräfe           | Germania | -     | -     | -   | 5   | 2   | 5   | 195    |
| 9    | Riks Rozītis         | Lettonia | 10    | 8     | 15  | 13  | 17  | 15  | 184    |
| 10   | Thomas Steu          | Austria  | 13    | 12    | 9   | 12  | 13  | 25  | 179    |

### Singolo donne
| Pos. | Nome               | Nazione     | PKC-1 | PKC-2 | CAL | IGL | WIN | OBE | Totale |
| ---- | ------------------ | ----------- | ----- | ----- | --- | --- | --- | --- | ------ |
| 1    | Aileen Frisch      | Germania    | 11    | 3     | 1   | 1   | 1   | 8   | 446    |
| 2    | Katrin Rudolph     | Germania    | 3     | 5     | 2   | 5   | 2   | 3   | 420    |
| 3    | Emily Sweeney      | Stati Uniti | 1     | 1     | 5   | -   | 3   | 2   | 410    |
| 4    | Kate Hansen        | Stati Uniti | 2     | 2     | 3   | -   | 16  | 5   | 320    |
| 5    | Nathalie Burkhardt | Germania    | 4     | 8     | 4   | 12  | -   | 1   | 294    |
| 6    | Svetlana Tiunova   | Russia      | 5     | 6     | 6   | 6   | 7   | 13  | 281    |
| 7    | Miriam Kastlunger  | Austria     | 8     | 16    | 9   | 3   | 6   | 15  | 252    |
| 8    | Elena Corrigall    | Canada      | 7     | 10    | 8   | 9   | 8   | 11  | 239    |
| 9    | Jordyn Grace Carss | Canada      | 6     | 7     | 7   | 13  | 17  | 17  | 220    |
| 10   | Laura Glover       | Canada      | 10    | 9     | 12  | 7   | 11  | 20  | 208    |

### Doppio
| Pos. | Nome                              | Nazione     | PKC-1 | PKC-2 | CAL | IGL | WIN | OBE | Totale |
| ---- | --------------------------------- | ----------- | ----- | ----- | --- | --- | --- | --- | ------ |
| 1    | Robin Geueke David Gamm           | Germania    | 2     | 2     | 1   | 1   | -   | 3   | 440    |
| 2    | Andrej Bogdanov Andrej Medvedev   | Russia      | 3     | 4     | 2   | 7   | 10  | 2   | 382    |
| 3    | Nico Grussner Toni Förtsch        | Germania    | 4     | 3     | 4   | 2   | -   | 4   | 335    |
| 4    | Jurij Kalinin Sergej Beljaev      | Russia      | 6     | 7     | 14  | 6   | 2   | 12  | 291    |
| 5    | Jacob Hyrns Andrew Sherk          | Stati Uniti | 1     | 1     | 3   | -   | -   | -   | 270    |
| 6    | Tim Brendel Florian Funk          | Germania    | -     | -     | -   | 5   | 1   | 1   | 255    |
| 7    | Marián Zemaník Josef Petrulák     | Slovacchia  | 7     | 5     | -   | 11  | 3   | 15  | 231    |
| 8    | Thomas Steu Lorenz Koller         | Austria     | 10    | 11    | 8   | 18  | 6   | 8   | 227    |
| 9    | Jozef Čikovský Patrik Tomaško     | Slovacchia  | 8     | 8     | -   | 8   | 5   | 11  | 215    |
| 10   | Florian Gruber Simon Kainzwaldner | Italia      | 5     | 6     | DNF | 3   | -   | 9   | 214    |